# بوغيات (بني مشترا مسترا)
بوغيات هو دُوَّار يقع بجماعة واد ملحة، إقليم شفشاون، جهة طنجة تطوان الحسيمة في المملكة المغربية. ينتمي الدوّار لمشيخة بني مشترا مسترا التي تضم 11 دوار. يقدر عدد سكانه بـ 733 نسمة حسب الإحصاء الرسمي للسكان والسكنى لسنة 2004.

## روابط خارجية
- البوابة الوطنية للجماعات الترابية نسخة محفوظة 12 مارس 2018 على موقع واي باك مشين.
- المندوبية السامية للتخطيط